# 小奥利弗·沃尔科特
小奥利弗·沃尔科特（Oliver Wolcott, Jr.，1760年1月11日—1833年6月1日），美国律师、政治家，曾任美国财政部长（1795年-1800年）和康涅狄格州州长（1817年-1827年）。
| 前任： 约翰·科顿·史密斯  | 康涅狄格州州长 1817年-1827年 | 繼任： 吉迪恩·汤姆林森 |
| 前任： 亚历山大·汉密尔顿 | 美国财政部长 1795年-1800年   | 繼任： 塞缪尔·德克斯特 |